# 放學後失眠的你
《放學後失眠的你》，簡稱是緒城真所創作的日本漫畫，連載於Big Comic Spirits2019年第25號至2023年38号。2022年1月12日，宣佈改編為電視動畫和真人電影。改編電視動畫於2023年4月11日开始播放。改編真人電影在2023年上映，森七菜和奧平大兼主演。
入圍2021年電子漫畫大賞（電子漫畫大獎）（みんなが選ぶ!!電子コミック大賞）男性部門提名名單。

## 登場人物
「聲」是電視動畫版的聲優，「演」是真人電影版的演員。
中見丸太（聲：佐藤元、洲崎綾（幼年），演：奧平大兼）
高中一年級學生，伊咲的同班同學。由於長期的失眠引起的煩躁被人誤解為「可怕、討人厭的傢伙」，其實本性坦率認真。到天文台拿紙箱時認識了剛起床的伊咲，了解對方也為失眠所苦後，與後者決定利用天文台的靈異故事傳聞試圖將其打造成補眠的秘密基地。故事中期隨社團活動開始活躍逐漸對其有所好感，與伊咲相比因為小時候母親離家出走而導致跟父親之間關係失和。
曲伊咲（聲：田村好，演：森七菜）
高中一年級學生。不敢將自己晚上睡不著覺的煩惱告訴別人，白天偷偷跑到在天文台休息，某次結識了同為失眠所苦的丸太。為了守護自己的睡眠地，和中見加入了即將廢部的天文部。故事中期隨社團活動開始活躍逐漸對丸太有所好感，同時向他透露自身有先天性心臟病的煩惱。
白丸結（聲：戶松遙，演：萩原農）
九曜高中天文部OB，曾經奪得天文攝影相關的獎項，畢業後目前在老家經營電玩店，從倉敷那得知丸太和伊咲要復興天文部後，耐心指導兩人拍攝星空的取景跟相關專業知識。外表看似叛逆的不良少女，但實際上個性十分熱心，亦會開導常鑽牛角尖的丸太。
倉敷兔子（聲：能登麻美子，演：櫻井由紀）
九曜高中的保健老師，外表看似理性的大美女，但卻有嚴重的電子煙癮跟酒癮。初期得知丸太和伊咲使用天文台的目的時持反對立場，得知兩人的失眠問題後反像兩人建議重新復活天文部，並由她擔任天文部顧問，只要有從事社團活動就不干預兩人在天文台的其他活動。
受川太鳳（聲：山下誠一郎，演：上村海成）
丸太的竹馬之交，同時是學生會的成員之一，理解丸太受失眠所苦，在故事初期更是丸太唯一的摯友，因此當丸太和伊咲要復活天文部時給予不少幫助。
蟹川素子（聲：Lynn，演：永瀨莉子）
伊咲的好友之一，個性活潑，家裡開設鐵板料理店，故事初期對丸太有所誤解而不喜歡他，直到天文部的重新設立才對他有所改觀。
穴水加奈美（聲：藤原夏海，演：安齊星來）
伊咲的好友之一，運動社團出身，與蟹川相比個性要來的沉穩許多，行為舉止也很像男孩子。
野野三奈（聲：諸星堇，演：川崎帆帆花）
伊咲的好友之一，美術部成員之一，個性很呆萌迷糊但作畫技巧精湛，曾幫丸太和伊咲繪製天文部的觀測會海報。
曲早矢（聲：雨宮天，演：工藤遙）
曲伊咲的姊姊，從小對妹妹因為心臟病的問題而被家裡百般呵護一事感到內心十分複雜，同時對跟妹妹一同成立天文部的丸太感到相當好奇。
灰田壘（聲：狩野翔）
丸太的同學。前棒球社，一個沒有良好禮儀的人。
羽咋（聲：兼政郁人）
男性教師。

## 出版書籍
| 卷數 | 小學館          | 小學館                 | 中信出版社 | 中信出版社             |
| 卷數 | 發售日期        | ISBN                   | 發售日期   | ISBN                   |
| ---- | --------------- | ---------------------- | ---------- | ---------------------- |
| 1    | 2019年9月12日   | ISBN 978-4-09-860395-4 | 2024年10月 | ISBN 978-7-5217-6886-2 |
| 2    | 2019年12月12日  | ISBN 978-4-09-860457-9 | 2024年10月 | ISBN 978-7-5217-6886-2 |
| 3    | 2020年4月10日   | ISBN 978-4-09-860573-6 | 2025年     | ISBN 978-7-5217-7747-5 |
| 4    | 2020年8月7日    | ISBN 978-4-09-860692-4 | 2025年     | ISBN 978-7-5217-7747-5 |
| 5    | 2020年12月11日  | ISBN 978-4-09-860781-5 | 2025年     | ISBN 978-7-5217-7748-2 |
| 6    | 2021年4月12日   | ISBN 978-4-09-860879-9 | 2025年     | ISBN 978-7-5217-7748-2 |
| 7    | 2021年10月29日  | ISBN 978-4-09-861142-3 |            |                        |
| 8    | 2022年1月12日   | ISBN 978-4-09-861215-4 |            |                        |
| 9    | 2022年6月10日   | ISBN 978-4-09-861314-4 |            |                        |
| 10   | 2022年9月12日   | ISBN 978-4-09-861428-8 |            |                        |
| 11   | 2023年1月12日日 | ISBN 978-4-09-861499-8 |            |                        |
| 12   | 2023年4月6日    | ISBN 978-4-09-861613-8 |            |                        |
| 13   | 2023年6月12日   | ISBN 978-4-09-861721-0 |            |                        |
| 14   | 2023年10月12日  | ISBN 978-4-09-862536-9 |            |                        |

## 電視動畫

### 製作人員
- 原作：緒城真
- 導演：
- 系列構成、劇本：池田臨太郎
- 角色設計：福田裕樹
- 美術監督：大西達朗
- 美術設定：平澤晃弘
- 音樂：林友樹
- 音響監督：本山哲
- 動畫製作：LIDENFILMS[3]

### 主題曲
片頭曲いつ逢えたら
演唱：aiko，作詞・作曲：AIKO
片尾曲ラプス
演唱：Homecomings，作詞：Yuki Fukutomi，作曲：Ayaka Tatamino，編曲：Homecomings
片尾曲ヘルツ（第7話）
演唱：Homecomings，作詞：Yuki Fukutomi，作曲：Ayaka Tatamino，編曲：Homecomings

### 各話列表
| 話數   | 日文標題 | 中文標題                    | 劇本       | 分鏡                       | 演出                | 作畫監督 | 总作畫監督        | 首播日期       |
| ------ | -------- | --------------------------- | ---------- | -------------------------- | ------------------- | --- | ----------------- | -------------- |
| 第1話  |          | 能登星 御夫座五車二         | 池田临太郎 | 池田由纪                   | 池田由纪            | 熊田明子、田澤潮、柳田幸平 | 福田裕樹          | 2023年 4月10日 |
| 第2話  |          | 貓眼星 天蝎座第二亮星       | 池田临太郎 | 秋山朋子                   | 守泰佑              | 本田敬一、和田賢人、田澤潮、赤津佳織                                                                                          | 熊田明子 有我洋美 | 4月17日        |
| 第3話  |          | 最亮的一顆星 南魚座北落師門 | 池田临太郎 | 池田由纪                   | 松井郁洋            | 舛館俊秀、鵜池一馬、香田智樹、上野卓志 畠山佳苗、、                                                                           | 熊田明子          | 4月24日        |
| 第4話  |          | 天津甕星 金星               | 池田临太郎 | 濑藤健嗣                   | 荻原露光            | 高橋直樹、服部憲知、松本勝次、飯飼一幸 趙親雲、安藤暢啟、松本綠、今里佳子 太田宣贵                                            | 西真由子          | 5月1日         |
| 第5話  |          | 跳躍星 船底座α              | 池田临太郎 | 福田道生 濑藤健嗣 伊东优一 | 篠崎康行            | 田澤潮、大野勉、冨永拓生、鞠野黃英 井元一彰                                                                                   | 水谷雄一郎        | 5月8日         |
| 第6話  |          | 奔馳星 流星                 | 池田临太郎 | 守泰佑                     | 守泰佑              | 國光奈奈、高田奈央子、森田實、伊藤悠太 、木下裕孝、繁田亨                                                                     | 熊田明子          | 5月15日        |
| 第7話  |          | 煙火星 昴宿星團             | 池田临太郎 | 秋山朋子                   | 藤代和也            | 清水勝祐、、大野勉、松本綠 小菅和久、武內啟、和田賢人、花澤友梨 阿部弘樹、千葉茂、高田謠子                                    | 橋本純一          | 5月22日        |
| 第8話  |          | 集合星 昴宿星團             | 池田临太郎 | 清水聪                     | 半田大贵            | 安藤暢啟、本田敬一、鞠野黃英、菊地加純 千葉茂、大野勉、花澤友梨、赤津佳織 西真由子、Kim Jung Rim、Woo Keum Young Park Sang Ho | 水谷雄一郎        | 5月29日        |
| 第9話  |          | 星合 牛郎星·织女星          | 池田临太郎 | 伊东优一                   | 荻原露光            | 三橋妙子、安藤暢啟、松本綠、高橋直樹 陳潔瓊、松本勝次                                                                         | 水谷雄一郎        | 6月5日         |
| 第10話 |          | 姊姊星 處女座α              | 池田临太郎 | 橫手颯太                   | 橫手颯太            | 三橋妙子、冨永拓生、井元一彰                                                                                                  | 熊田明子          | 6月12日        |
| 第11話 |          | 黎明時最亮的星 昴宿星團     | 池田临太郎 | 秋山朋子                   | 荒木一成            | 紅谷希、田澤潮、清水勝祐、和田賢人 千葉茂                                                                                     | 西真由子          | 6月19日        |
| 第12話 |          | 迷途星 行星                 | 池田临太郎 | 横手飒太 池田由纪          | 鳥羽聰              | 高田謠子、西真由子、赤津佳織、鞠野黃英 千葉茂、菊地加純、村上龍之介                                                           | 不適用            | 6月26日        |
| 第13话 |          | 最古老的星星 玛土撒拉星     | 池田临太郎 | 吉岡忍                     | 池田由紀 山田加余仲 | 安藤暢啟、田澤潮、鞠野黃英、三橋妙子 富永拓生、清水勝祐、太田宣貴、和田賢人                                                   | 河野敏彌 安藤暢啟 | 7月3日         |

### 播映平台
| 播映國家、地區 | 播映平台              | 播映日期               | 播映時間              | 備註 |
| -------------- | --------------------- | ---------------------- | --------------------- | ---- |
| 臺灣           | 巴哈姆特動畫瘋        | 2023年5月19日－7月4日  | 星期二 22:00（UTC+8） |      |
| 臺灣           | 中華電信MOD           | 2023年5月19日－7月4日  | 星期二 22:00（UTC+8） |      |
| 臺灣           | Hami Video            | 2023年5月19日－7月4日  | 星期二 22:00（UTC+8） |      |
| 臺灣           | LiTV 線上影視         | 2023年5月19日－7月4日  | 星期二 22:00（UTC+8） |      |
| 臺灣           | MyVideo               | 2023年5月19日－7月4日  | 星期二 22:00（UTC+8） |      |
| 臺灣           | KKTV                  | 2023年5月19日－7月4日  | 星期二 22:00（UTC+8） |      |
| 臺灣           | LINE TV               | 2023年5月19日－7月4日  | 星期二 22:00（UTC+8） |      |
| 臺灣           | Yahoo TV              | 2023年5月19日－7月4日  | 星期二 22:00（UTC+8） |      |
| 臺灣           | 遠傳friDay影音        | 2023年5月19日－7月4日  | 星期二 22:00（UTC+8） |      |
| 臺灣           | bbTV                  | 2023年5月19日－7月4日  | 星期二 22:00（UTC+8） |      |
| 臺灣           | CATCHPLAY+            | 2023年5月19日－7月4日  | 星期二 22:00（UTC+8） |      |
| 臺灣           | 亂搭                  | 2023年5月19日－7月4日  | 星期二 22:00（UTC+8） |      |
| 臺灣           | 木棉花台灣YouTube頻道 | 2023年5月23日－8月26日 | 星期二 22:00（UTC+8） |      |
| 中国大陆       | Bilibili              | 2023年4月10日－7月3日  | 星期二 00:00（UTC+8） |      |

## 真人電影
《放學後失眠的你》是預定於2023年6月23日上映的日本電影，改編自日本漫畫家緒城真作品《放學後失眠的你》，由池田千尋執導，森七菜和奧平大兼主演。

### 演員列表
- 曲伊咲：森七菜
- 中見丸太：奥平大兼
- 倉敷兔子：櫻井由紀
- 伊咲父親：齊藤陽一郎[8]
- 伊咲母親：MEGUMI[8]
- 丸太父親：萩原聖人[8]
- 伊咲青梅竹馬的母親：田畑智子[8]
- 歴史資料館館長：緒方義博[8]

其他主要演員請參照登場人物。

### 製作團隊
- 原作：緒城真放學後失眠的你（Big Comic Spirits已完結）
- 導演：池田千尋
- 編劇：高橋泉、池田千尋
- 配樂：信澤宣明
- 主題曲：TOMOO（波麗佳音 / IRORI Records）
- 製作人：寺田悠輔、松井和美、堀尾星矢、石川翔一、佐佐木禮子
- 製作公司：UNITED PRODUCTIONS
- 發行：波麗佳音

## 外部連結
- 漫畫官方網站（日語）
- 電視動畫官方網站（日語）
- 電視動畫的X（前Twitter）（日語）
- 真人電影官方網站（日語）
- 真人電影的X（前Twitter）（日語）
- 真人電影的Instagram帳戶（日語）